# Я не нездужаю, нівроку…
«Я не нездужаю, нівроку…» — вірш Тараса Шевченка, написаний 22 листопада 1858 року в С.-Петербурзі.

## Автографи і написання
Зберігся чистовий автограф вірша у «Більшій книжці». Дата в автографі: «1858. 22 ноября». Вірш датується: 22 листопада 1858 року, місце написання — С.-Петербург.
Первісний автограф, від тексту якого походить кілька рукописних списків початку 1860-х років, що мають, одначе, чимало різночитань і не дають єдиного тексту, не зберігся. Проте спільними для переважної більшості списків є варіанти рядків 2 («А щось таке, щось бачить око») та 19 («Любить царя свого дурного…»). Ці варіанти спільні для списків І. Білозерського, В. Бондарчука; цей же варіант другого рядка дає список П. Куліша. Подібні варіанти другого рядка дає список невідомою рукою, що становить верхній шар списку І. Білозерського та рукописна збірка невідомою рукою «Сочинения Т. Шевченка» (1862): «А щось таке що бачить око». Варіант «А щось таке, щось бачить око» — автентичний ранній текст цього рядка, перенесений спочатку до «Більшої книжки», але незабаром змінений. Однак різнобій різночитань у списках значний. Таким чином, поширення тексту невідомого ранішого автографа в рукописних списках не створило надійної рукописної традиції.

## Публікація
Вперше вірш надруковано у виданні: «Поезії Тараса Шевченка» (Львів, 1867 рік, том 1, стор. 65), ймовірно, за списком І. Білозерського. В першодруці зроблено купюри на місці найбільш соціально загострених фрагментів тексту. Різночитання у першодруці:
2 А щось таке, щось бачить око
3 І не спить, а серце б’ється
4 — 5 І болить, мов негодована дитина
Після 4 — 5
. . . . . . . . . . . . . . . . . . . . .
. . . . . . . . . . . . . . . . .

7 Ти ждеш: добра не жди
11 Її приспав... І щоб збудить
12 Громадою. . . . .
13 Та добре . . . . .
17 А панство буде панувать
19 Любить царя свого дурного
Невдовзі після створення вірша, наприкінці 1858 року, Шевченко переписав вірш до «Більшої книжки» з деякими змінами й виправивши в процесі переписування другий рядок. Це — остаточний текст твору.
Вперше вірш надруковано за «Більшою книжкою» у виданні: «Кобзарь з додатком споминок про Шевченка Костомарова і Микешина» (Прага, 1876 рік, стор. 210—211).
У списку І. Білозерського пізніше невідомою рукою зроблено верхній шар виправлень, які утворюють ряд різночитань, що ніде більше не повторюються, за винятком другого рядка, спільного зі збіркою «Сочинения Т. Г. Шевченка» (1862):
2 А щось таке, що бачить око
3 І що не спить у домовині
4 І болить, і гірко плаче
5 Мов негодована дитина
10 Її приспав, ...і щоб збудить
14 Пора настала вже будить
Авторство і час цих виправлень не відомі.
Список П. Куліша дає ще два невідомого походження різночитання:
3 А серце жде когось. Болить
18 Храми, палати будовать
Два теж невідомого походження різночитання містить список Г. Богданенка 1861 року, опублікований В. Доманицьким:
Назва: «Сподівана воля»
19 Любить царя свого нового
За празьким «Кобзарем» 1876 року виконано рукописні копії: Б. Грінченка, копія у збірнику невідомою рукою 1889 року, Полтава, копія у друкованому на шапірографі збірнику без назви, виконаному після 1894 року; всі вони мають лише одну відміну від основного тексту — у рядку 19: «Любить царя свого дурного».

## Сюжет
У творі Шевченко вперше висловив своє ставлення до майбутньої «селянської реформи». Це була загальнодемократична позиція, неодноразово пропагована в безцензурній пресі. Такі, зокрема, текстові паралелі твору з анонімним «Письмом к редактору», опублікованим в «Колоколе» за 19 вересня (1 жовтня) 1858 року. Очевидно, і ця поезія Шевченка спричинилася до поширення мотиву революційної сокири в російській безцензурній поезії (такий, наприклад, вірш М. Михайлова «О серце скорбное народа…», написаний у 1859—1861 роках).